# Oisy, Aisne
Oisy là một xã ở tỉnh Aisne, vùng Hauts-de-France thuộc miền bắc nước Pháp.